# Kelvin Knight
Kelvin Knight est maître de conférences en philosophie à l'Université métropolitaine de Londres. Il enseigne en Master of Arts (MA) de droit humain international et justice sociale. Il est également depuis 2010, directeur du CASEP (Centre for Aristotélian Studies in Ethics and Politics). 

## Formation
Doctorat de la London School of Economics

## Œuvre

### Livres
- Aristotelian Philosophy: Ethics and Politics from Aristotle to MacIntyre (Polity Press, 2007).
- Kelvin Knight & Paul Blackledge (eds.), Virtue and Politics: Alasdair MacIntyre's Revolutionary Aristotelianism (University of Notre Dame Press, 2009)

### Articles
- "Agency and Ethics, Past and Present" (Historical Materialism 17:1, 2009),
- "Hannah Arendt's Heideggerian Aristotelianism" (Topos 19, 2009),*
- "MacIntyre's Progress" (Journal of Moral Philosophy 5:3, 2008),
- "After Tradition?: Heidegger or MacIntyre, Aristotle and Marx", Analyse & Kritik: Zeitschrift für Sozialtheorie 30:1, 2008), and
- "Goods" (Philosophy of Management 6:3, 2008). He has also edited or co-edited The MacIntyre Reader (Polity Press / University of Notre Dame Press, 1998), the journal Nations and Nationalism, a special issue of Analyse & Kritik, and Virtue and Politics, which is due out in 2009 with the University of Notre Dame P
- "Revolutionary Aristotelianism", in Kelvin Knight & Paul Blackledge (eds.), Virtue and Politics, University of Notre Dame Press, 2009).
- "Grounds for Hope", in Kelvin Knight & Paul Blackledge (eds.), Virtue and Politics, University of Notre Dame Press, 2009.
- "Comment on «desoublie» la philosophie pratique d’Aristote et comme on l'oublie", in Stamatios Tzitzis (ed.), La mémoire, entre silence et oubli, Laval University Press, 2006.
- Agency and Ethics, Past and Present", Historical Materialism 17(1), 2009.
- "Hannah Arendt's Heideggerian Aristotelianism", Topos 19, 2009.
- "Paul Hirst's Pluralism: A Response to Mark Wenman" (with Jason Edwards), Political Studies, 2008.
- "MacIntyre's Progress", Journal of Moral Philosophy 5(3), 2008.
- "Editorial Introduction" (with Paul Blackledge), Analyse & Kritik: Zeitschrift für Sozialtheorie 30(1), 2008.
- "Seems and Is", Philosophy of Management 6(3), 2008.
- "Aristotelianism versus Communitarism",Analyse & Kritik: Zeitschrift für Sozialtheorie, 2006, 27(2), pp. 259-273